# イグナーツ・ウルバン

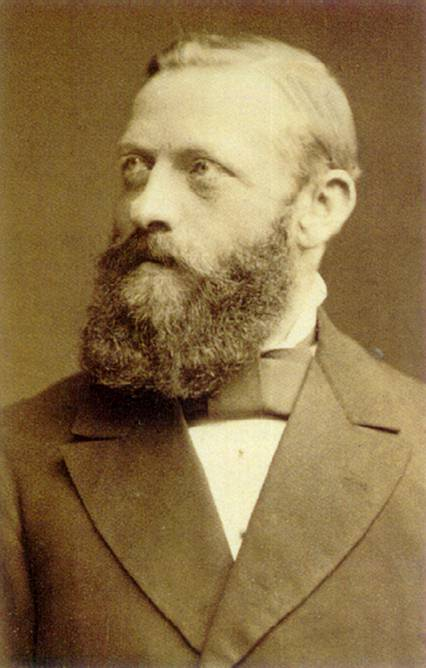
イグナーツ・ウルバン（1881年）

イグナーツ・ウルバン（Ignaz Urban, またはIgnatz Urban, Urban Ignatius, 1848年1月7日 - 1931年1月7日）は、ドイツの植物学者。西インド諸島の植物についての専門家であった。

## 経歴
プロイセン王国のヴァールブルク（現在のノルトライン＝ヴェストファーレン州）に生まれた。ボン大学で学んだ後、ベルリン大学でパウル・アシャーソンのもとで学び、1873年に博士号を得た。1873年から1878年の間、グロース＝リヒターフェルデの寄宿学校 (Pädagogium) の教師を務めた。この間、グロース＝リヒターフェルデの植物の研究結果を発表した。
1878年に、当時ベルリン郊外のシェーネベルク（現在のテンペルホーフ＝シェーネベルク区の一部）の植物園で助手として勤めるようになり、1883年から学芸員に、アウグスト・アイヒラーの没した1887年からは園長に就任。1889年に後任のアドルフ・エングラーに園長を継いだ。ウルバンの園長時代に植物園の施設はシェーネベルクから、より環境のよいダーレムに移され、現在のベルリン＝ダーレム植物園となった。1889年から1913年まで副園長と植物園の教授を務めた。ベルリンで没した。
植物の分類学の分野で働き、顕花植物の分類を専門とし、南米やカリブ海地域の植物の同定と記載を行った。トケイソウ科（パッションフラワー）の Passiflora tulae などの記載がある。Passiflora urbaniana に献名されている。他にクマツヅラ科の属名、ウルバニア属 (Urbania) などもウルバンにちなんでいる。